# Совицо (Виченца)
Совицо (итал. Sovizzo) је насеље у Италији у округу Виченца, региону Венето.
Према процени из 2011. у насељу је живело 3690 становника. Насеље се налази на надморској висини од 45 м.

## Становништво
Према резултатима пописа становништва 2011. у општини је живело 7.034 становника.
| 1931. | 1936. | 1951. | 1961. | 1971. | 1981. | 1991. | 2001. | 2011. |
| ----- | ----- | ----- | ----- | ----- | ----- | ----- | ----- | ----- |
| 2.472 | 2.534 | 2.740 | 2.622 | 2.934 | 3.998 | 4.943 | 5.727 | 7.034 |